# 川口のぶ
川口 のぶ（かわぐち のぶ、1936年5月8日 - ）は、日本の女優。静岡県沼津市出身。

## 来歴
1955年松竹入社。小津安二郎監督の二作品に出演。「早春」では主人公・池部良の通勤仲間のOLを演じ、送別会での眼帯をした姿が印象深い。「お母さんの幸福」では結核の母親を看病する長女役を好演した。1960年東映京都に移り扇町景子と改名。1962年フリー。1964年芸名を川口のぶに戻した。

## 出演作品

### 映画
- 早春（1956）
- 東京暮色（1957）
- 剣風次男侍（おみつ）
- 伝七捕物帖 女肌地獄（おくめ）
- 朝やけ雲の決闘（お光）
- お母さんの幸福
- 忠臣蔵 暁の陣太鼓（お幸）
- 花は嘆かず（三枝子）
- 悪女の季節（ドライバー）
- 花嫁の抵抗（のぶ子）
- モダン道中 その恋待ったなし（弘子）
- 見事な求婚（菅花子）
- 花のうず潮（糸子）
- 月給一三、〇〇〇円（洋子）
- 日日の背信（まり子）
- としごろ（光子）
- 張込み（銭湯の娘・信子）
- 花嫁のおのろけ（山田洋子）
- 恋して愛して喧嘩して（菊岡万里）
- 逃げだした縁談（お菊）
- 悪魔の顔（亘理展子）
- 土砂降り（みつ子）
- 母と子の窓（真木則子）
- 近くて遠きは（ユリ子）
- 炎の氷河（よこちゃん）
- 花ふたたび（久子）
- 忘れえぬ慕情 Printemps a Nagasaki（乃里子の友人）
- 朱と緑（モード社へ来る令嬢C）
- 朱と緑（モード社へ来る令嬢C）
- これからのセックス 三つの性（アケミ）
- 座頭市血笑旅（おとよ）

扇町景子名義
- 若き日の次郎長　東海の顔役
- 朝霧街道
- 怪人まだら頭巾
- 怪人まだら頭巾　紅ぐも地獄
- お役者変化捕物帖　血どくろ屋敷
- 吸血死美人彫り（雪奴）
- 吸血怪人屋敷（かなえ）
- 幽霊五十三次（春実太夫）
- 怪獣蛇九魔の猛襲
- 逆襲天の橋立
- 情無用の喧嘩状
- いかすじゃねえか三度笠
- 首なし島の花嫁（お加代）
- 大江戸の鷹
- 壁の中の美女（玉乃）
- 眠狂四郎殺法帖

### テレビ
- 特別機動捜査隊（1962年）
- 部長刑事（1964年）
- 燃えよ剣（1970年）

## 註
1. 1 2  『日本映画俳優全集 女優篇』、キネマ旬報社、1980年, p.208.